# Râul Mânăstirea, Bârlad
Râul Mânăstirea este un curs de apă, afluent al râului Gârboveta. 